# 石寨镇
石寨镇，是中华人民共和国广西壮族自治区玉林市容县下辖的一个乡镇级行政单位。

## 行政区划
石寨镇下辖以下地区：
石寨村、合柳村、霄垌村、大荣村、大华村、大兆村、古兆村、华六村、石城村、上烟村、下烟村和独石村。